# Zdeněk Laube
Zdeněk Laube je bývalý policista, do roku 2016 náměstek policejního prezidenta pro Službu kriminální policie a vyšetřování (SKPV) Policie České republiky (PČR), bývalý příslušník komunistické Státní bezpečnosti (StB). Od 1. ledna 2017 do 28. února 2019 byl šéfem inspekce ve společnosti Česká pošta, s.p.

## Život
Zdeněk Laube se stal příslušníkem Sboru národní bezpečnosti (SNB) v září 1981. Od března roku 1984 pracoval na IV. správě SNB, která měla za úkol tajné sledování občanů. Zdeněk Laube pracoval ve druhém odboru IV. správy, která se zabývala monitoringem zastupitelských úřadů. V rámci StB dosáhl pozice vedoucího staršího referenta. V roce 1988 začal studovat Vysokou školu Sboru národní bezpečnosti, studium ale vzhledem k politickému převratu v listopadu 1989 nedokončil.
Po pádu komunistického režimu pracoval v Úřadu na ochranu ústavy a demokracie, a poté na pátrací službě. Od roku 1994 byl zástupcem ředitele Útvaru operativní dokumentace. V letech 2001 až 2004 byl zástupcem ředitele Útvaru zvláštních činností. Od roku byl 2009 působil jako zástupce ředitele Útvaru speciálních činností, od roku 2009 do 2014 pak jako ředitel Útvaru speciálních činností.
Od června 2014 byl náměstkem policejního prezidenta pro SKPV. Má negativní lustrační osvědčení.
V roce 2016 byl pověřen policejním prezidentem Tuhým reorganizací elitních policejních útvarů, která znamenala sloučení Útvaru pro odhalování organizovaného zločinu (ÚOOZ) a Útvaru odhalování korupce a finanční kriminality (ÚOKFK) do jednoho útvaru (NCOZ), jenž by měl lépe reagovat na změny, které nastaly v organizovaném zločinu. Připravovaná reorganizace byla kritizována mimo jiné nejvyšším státním zástupcem Pavlem Zemanem a ministrem spravedlnosti Robertem Pelikánem. Podle Roberta Pelikána byla plánovaná reorganizace účelová a nepřipravená, a mohla ohrozit nezávislost vyšetřování.
Dne 18. září 2016 oznámil svůj odchod od policie ze zdravotních důvodů. Následujícího dne se stal poradcem ministra vnitra Milana Chovance a o několik měsíců později, 1. ledna 2017, se stal šéfem inspekce České pošty, s.p., přičemž k platu od České pošty mu byl vyplácen i výsluhový příspěvek převyšující 50 tisíc Kč. Ze své pozice u České pošty, s.p. nakonec k poslednímu únoru 2019 odešel.